# Yol Cantonment
Yol Cantonment es una ciudad y acantonamiento  situada en el distrito de Kangra,  en el estado de Himachal Pradesh (India). Su población es de 12028 habitantes (2011). 

## Demografía
Según el censo de 2011 la población de Yol Cantonment era de 12028 habitantes, de los cuales 6608 eran hombres y 5420 eran mujeres. Yol Cantonment tiene una tasa media de alfabetización del 92,16%, superior a la media estatal del 82,80%: la alfabetización masculina es del 95,54%, y la alfabetización femenina del 88,04%.